# Can't Take My Eyes Off You
Can't Take My Eyes Off You è un brano scritto da Bob Crewe e Bob Gaudio, pubblicato come singolo nel 1967 da Frankie Valli.
Questa canzone fu uno dei più grandi successi di Valli. Raggiunse il secondo posto nella Billboard Hot 100 e si aggiudicò un disco d'oro per aver venduto un milione di copie. Fu uno dei numerosi successi che Valli registrò con il suo gruppo, Four Seasons, e il suo più famoso singolo come solista fino al 1974, quando raggiunse la prima posizione nella Billboard Hot 100 con My Eyes Adored You.

## Cover
Nel corso degli anni molti artisti hanno reinterpretato la canzone con delle loro cover; in Italia quelle che hanno raggiunto la maggiore popolarità sono due: quella del 1982 dei Boys Town Gang (considerato ormai un classico della discomusic) e quella del 1991 di Gloria Gaynor, che molti considerano erroneamente l'autrice della canzone originale.
Altre celebri reinterpretazioni: 
- Engelbert Humperdinck
- The Lettermen
- Nancy Wilson
- Lauryn Hill come traccia bonus nell'album The Miseducation of Lauryn Hill del 1998
- Maureen McGovern
- Andy Williams
- The Temptations
- Diana Ross & The Supremes
- Morten Harket degli A-ha
- Percy Faith
- Manic Street Preachers
- Muse, in versione rock contenuta nel singolo Dead Star/In Your World del 2002
- Mina nel 2003
- Gladys Knight
- Bumblefoot
- Ross (Emanuela Gubinelli) in versione italo disco (1986)
- Pet Shop Boys; in versione elettropop all'interno del medley Where the Streets Have No Name (I Can't Take My Eyes Off You) (1991)
- ZARD, collaborazione fra Izumi Sakai e Yasuharu Konishi (1999)
- Jo Squillo (2003)
- 2 Hot 4 You, in versione eurodance intitolata Can't Take My Eyes (2006)
- Dolapdere Big Gang, in versione ispirata alle sonorità turche (2006)
- Sagi Rei, in versione acustica intitolata Can't Take My Eyes e inclusa nell'album Emotional Songs Part 2 (2007)
- The Killers, eseguita solamente dal vivo in occasione dei concerti (2007)
- Bob Darin swingata
- Ken Yokoyama, in versione punk rock
- Michelle Pfeiffer la esegue accompagnata al piano dai favolosi Baker
- Heath Ledger canta questa canzone in 10 cose che odio di te
- Julia Roberts la canticchia mentre corre sul tapis roulant in Ipotesi di complotto
- John Barrowman in una performance su QVC
- Giovanni Zarrella con sua canzone "PER RICOMINCIARE" con testo nuovo italiano [2]
- Bryan Adams, eseguita dal vivo durante il So Happy It Hurts Tour (2022)
- Frank Sinatra

Nel film Il cacciatore (The Deer Hunter) di Michael Cimino del 1978, in una celebre scena i protagonisti la cantano in coro sovrapponendosi all'originale di Frankie Valli mentre giocano a biliardo. Il ritornello, in versione orchestrale, è anche stato utilizzato durante il conferimento del premio Oscar a Michael Cimino per lo stesso film.
Fu inserita, nel 1995, anche nel film “I laureati” di Leonardo Pieraccioni, quando il protagonista balla in un bar sulle note, diffuse da un juke-box, della versione dei Boys Town Gang.
Nel 2010 i tifosi della società calcistica tedesca 1. Fußballclub Union Berlin hanno cominciato a usare la melodia per una canzone per il loro calciatore Torsten Mattuschka, ispirata dai tifosi della società calcistica inglese Manchester United Football Club, che l'avevano usata per il loro calciatore Owen Hargreaves.
Nel 2019 il ritornello della canzone viene ripreso nel singolo ILY (I Love You Baby) di Surf Mesa con la partecipazione di Emilee.